# Monaster Przemienienia Pańskiego
Monaster Przemienienia Pańskiego (gr. Μονη Μεταμορφωσεως; hebr. מנזר ההשתנות) – zbudowany w 1862 prawosławny klasztor na Górze Tabor, w północnym Izraelu. Należy do Prawosławnego patriarchatu Jerozolimy.

## Położenie

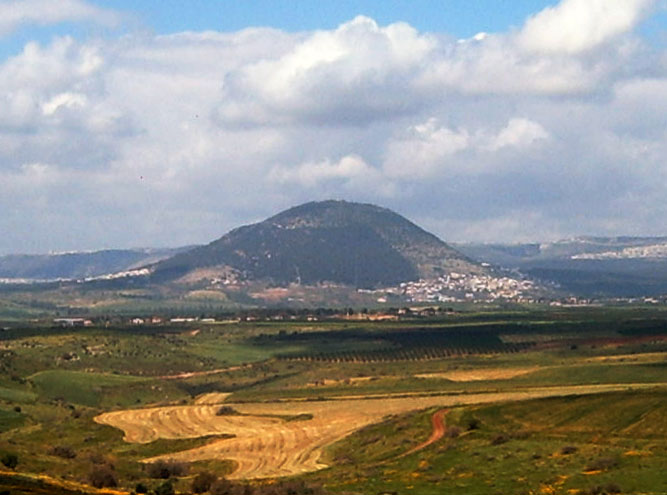
Widok na Górę Tabor

Monaster Przemienienia Pańskiego jest położony w północno-zachodniej części kopuły szczytowej góry Tabor (588 m n.p.m.), która góruje nad wschodnią krawędzią Doliny Jezreel w Dolnej Galilei, na północy Izraela.

## Historia
Według chrześcijańskiej tradycji góra Tabor była miejscem Przemienienia Jezusa Chrystusa i z tego powodu czasami jest nazywana Górą Przemienienia Pańskiego, jednak żadna z Ewangelii nie wymienia nazwy góry bezpośrednio. Trzej apostołowie ujrzeli tu swego mistrza rozmawiającego z Mojżeszem i Eliaszem. Ze względu na tę tradycję, góra Tabor stała się w IV wieku celem pielgrzymek. Według opisów pielgrzymów, w okresie bizantyjskim w VI wieku na górze wznosiły się trzy kościoły. Znajdowała się tutaj siedziba biskupa. W okresie pierwszego panowania Arabów, w VIII wieku na górze znajdowały się już cztery kościoły i klasztor. Gdy w 1099 Ziemia Święta przeszła pod panowanie krzyżowców, góra Tabor znalazła się w Królestwie Jerozolimskim i w 1100 wzniesiono tutaj benedyktyński klasztor obronny Monastère St. Salvador, który istniał aż do bitwy pod Hittin w 1187, a następnie został opuszczony. W 1212 górę Tabor zajął sułtan Al-Adil, który nakazał wzniesienie wokół opuszczonego klasztoru silnych fortyfikacji. Mur obronny miał długość 1750 metrów i był wzmocniony dziesięcioma wieżami. W 1217 twierdza odparła oblężenie wojsk króla węgierskiego Andrzeja II (V wyprawa krzyżowa). Ponieważ góra była celem nieustannych ataków Templariuszy, muzułmanie zniszczyli w 1229 fortyfikacje i opuścili twierdzę. W 1241 do klasztoru powrócili chrześcijańscy mnisi. Decyzją papieża Aleksandra IV, w 1255 klasztor przypadł joannitom. Mieli oni zwyczaj przekształcania klasztorów i szczytów gór w obronne twierdze, jednak najwyraźniej zajęli tylko istniejące budynki klasztoru, nie odbudowując fortyfikacji. W 1263 górę zajął sułtan Bajbars, który nakazał całkowicie zniszczyć wszystkie zabudowania klasztorne. W 1517 Palestyna przeszła pod panowanie osmańskie. Za zgodą władz osmańskich w 1631 na górze Tabor powstał klasztor franciszkański, który w latach 1921–1924 rozbudowano w Bazylikę Przemienienia Pańskiego. W 1862 prawosławni w jego sąsiedztwie wybudowali klasztor oraz cerkiew proroka Eliasza.

## Otoczenie klasztoru
Teren klasztoru jest otoczony wysokim kamiennym murem. Na północny zachód od monasteru znajduje się jaskinia Melchizedeka. Tradycja chrześcijańska uważa, że właśnie tutaj doszło do spotkania patriarchy Abrahama z Melchizedekiem. Jaskinia była miejscem pielgrzymek w Średniowieczu.